# 軌道長半径

楕円の軌道長半径

軌道長半径（きどうちょうはんけい、英語: semi-major axis）とは、幾何学において楕円や双曲線のパラメータを表す数である。

## 楕円
楕円では、軌道長半径とは長軸方向の半径である。軌道長半径を含む直線は中心と2つの焦点、楕円周上で最も曲率の大きい2点を通過する。円の場合には、軌道長半径は半径と一致する。
軌道長半径の長さ {\displaystyle a} は、軌道短半径 {\displaystyle b}, 離心率 {\displaystyle e}, 半通径 {\displaystyle \ell } と次のような関係がある。
{\displaystyle {\begin{aligned}b&=a{\sqrt {1-e^{2}}},\\\ell &=a(1-e^{2}),\\a\ell &=b^{2}.\end{aligned}}}
1つの焦点と {\displaystyle \ell } を固定し、もう1つの焦点を一方向にどこまでも引き伸ばすと放物線が得られる。{\displaystyle a} と {\displaystyle b} は無限大になるが、{\displaystyle a} の方が {\displaystyle b} よりも早く増加する。
軌道長半径は、1つの焦点から楕円周上への1点に至る、最小距離と最大距離の平均値となる。極座標系で1つの焦点を原点、もう1つの焦点をx軸の正方向に置くと、
{\displaystyle r(1-e\cos \theta )=\ell }
となり、
{\displaystyle r={\dfrac {\ell }{1+e}}} と {\displaystyle r={\dfrac {\ell }{1-e}}} の平均値は
{\displaystyle a={\dfrac {\ell }{1-e^{2}}}}
となる。

## 双曲線
双曲線では、軌道長半径とは2つの分岐の間の半分の距離である。a が x 軸方向にあるとすると、
{\displaystyle {\frac {\left(x-h\right)^{2}}{a^{2}}}-{\frac {\left(y-k\right)^{2}}{b^{2}}}=1}
となる。
半通径と離心率を使うと、
{\displaystyle a={\frac {\ell }{e^{2}-1}}}
と書ける。
双曲線の主軸は、軌道長半径と同じ方向である。

## 天文学
公転周期
天体力学では、主星の周りを円または楕円軌道を描いて回る小さな天体の公転周期 {\displaystyle T} は、以下の式で表せる。
{\displaystyle T=2\pi {\sqrt {\frac {\;a^{3}}{\mu \,}}}}
ここで
- {\displaystyle a} は軌道長半径、
- {\displaystyle \mu } は重力定数と質量の積。

この式から、同じ軌道長半径を持つ楕円軌道の公転周期は、離心率に関わらず同じであることが分かる。
天文学において、軌道長半径は公転周期と並んで最も重要な軌道要素の1つである。太陽系では、軌道長半径はケプラーの第3法則によって公転周期と関係づけられる。
{\displaystyle T^{2}=a^{3}.}
ここで T は年で表した公転周期、a は天文単位で表した軌道長半径である。この式は、アイザック・ニュートンによって導かれた二体問題を記述する次の式から重力の項を単純化したものである。
{\displaystyle T^{2}={\frac {4\pi ^{2}}{G(M+m)}}a^{3}.}
ここで
- G は重力定数、
- M は主星の質量、
- m は伴星の質量。

通常、M は m よりも充分大きいため、m の影響は無視でき、ケプラーの式が導かれる。

### 位置ベクトルからの軌道長半径の計算
天体力学では、軌道長半径 {\displaystyle a} は天体の位置ベクトルから計算できる。
その値は楕円では
{\displaystyle a=-{\frac {\mu }{2\epsilon }},}
双曲線では
{\displaystyle a={\frac {\mu }{2\epsilon }}}
となる。ただし、
{\displaystyle {\begin{aligned}\epsilon &={\frac {\,v^{2}}{2\,}}-{\frac {\mu }{\left|\mathbf {r} \right|}},\\\mu &=GM,\end{aligned}}}
であり、主星の質量と全体の位置エネルギーが与えられると、軌道離心率には関係なく、軌道長半径の値が決まる。
ここで、
- {\displaystyle v} は速度ベクトルから得られる軌道速度、
- {\displaystyle \mathbf {r} } は主星の位置ベクトル、
- {\displaystyle G} は重力定数、
- {\displaystyle M} は主星の質量。

## 例
国際宇宙ステーションは、公転周期が91.74分で、軌道長半径は6738kmである。